# Antonio Ciacca
Antonio Ciacca (Wuppertal, 14 marzo 1969) è un pianista, compositore, arrangiatore, direttore d'orchestra e didatta italiano naturalizzato statunitense.
Diplomato in pianoforte al Conservatorio Giovanni Battista Martini di Bologna, master in direzione d'orchestra alla Juilliard School e in composizione al City College of New York, e il Dottorato presso la Stony Brook University, NY. Dal 2007 al 2011 è stato Direttore della programmazione jazzistica del Lincoln Center for the Performing Arts sotto la direzione artistica di Wynton Marsalis. Docente di Music business alla Juilliard School, insegna in corsi e laboratori spesso collegati a festival jazzistici.
Oltre che negli Stati Uniti e in Italia, Ciacca si è esibito in Europa, Giappone, Israele, Qatar e Turchia.
Nell'arco della sua carriera ha collaborato con Wessel Anderson, Craig Bailey, James Carter, Art Farmer, Benny Golson, Johnny Griffin, Steve Grossman, Joe Henderson, Lee Konitz, Steve Lacy, Dave Liebman, Wynton Marsalis, Bob Mintzer, James Moody, Mark Murphy, Alan Skidmore, Larry Smith, Eliot Zigmund, la Jazz Heritage Orchestra of Cleveland State University, la Jazz Orchestra of the Concertgebouw van Amsterdam, lo Young People Chorus of New York City e la New York Pops Symphony Orchestra, la Big Band Fenaroli,  l'Orchestra Giovanile del Teatro Garibaldi di Lucera, l'Orchestra della Magna Grecia, l’Orchestra Giovanile di Isernia, la Kingsville Symphony Orchestra.

## Biografia

### Adolescenza
Nato in Germania, trascorre infanzia e adolescenza a Volturino, il paese di provenienza della sua famiglia. La musica ascoltata nelle riunioni danzanti — organizzate dai suoi genitori per vivacizzare i sabati invernali paesani — lo stimola a prendere lezioni di pianoforte già nel periodo delle elementari e fino a tutto il triennio della scuola media. Successivamente le abbandona per intraprendere un percorso sportivo calcistico semi-professionistico e per frequentare il liceo scientifico "Ettore Onorato" di Lucera, a cui si iscrive con l'idea di diventare un ingegnere. Nel 1988, dopo la maturità, influenzato dall'ascolto del sassofonista Massimo Urbani, decide invece di trasferirsi a Bologna per iscriversi al DAMS e riprendere gli studi classici di pianoforte presso il locale conservatorio.

### La passione per il jazz
La svolta nella sua vita avviene nel 1989 durante il concerto di Wynton Marsalis a Bologna. Quella musica semisconosciuta lo impressiona a tal punto da fargli immediatamente decidere di voler diventare un musicista di jazz sotto la guida del miglior insegnante che avesse potuto permettersi, come consigliatogli da Marsalis medesimo in quella stessa circostanza. Destino vuole che il sassofonista Steve Grossman — che suona anche il pianoforte — si trasferisca a Bologna proprio in quel periodo, nei pressi della sua abitazione. Incontratolo a un suo concerto e pensandolo di passaggio per quella singola esibizione, rimane incredulo alla scoperta di poter studiare con un jazzista americano, a tre sole fermate d'autobus di distanza da casa.
Vedendo in lui potenzialità ancora inespresse e al di là delle inevitabili difficoltà di idioma, Grossman lo prende da subito a ben volere, dedicandogli molto più tempo rispetto ad altri allievi che a suo giudizio non sarebbero mai diventati dei jazzisti. La fiducia dimostratagli è tale che, già alla sua terza lezione, Ciacca si ritrova a esibirsi in pubblico a fianco del suo maestro. Gli incontri quotidiani durano anche per intere giornate, con Grossman in grado di ripetere sul pianoforte tutte le dimostrazioni eseguite al sassofono.
I quattro anni di studio con lui lo rendono un musicista professionista. Secondo il parere di Grossman, per progredire ulteriormente non rimaneva ora che recarsi negli Stati Uniti e immergersi nel contesto sociologico di cui il jazz rappresenta la superficie.

### Primo soggiorno oltreoceano
Nonostante stesse sviluppando la sua formazione con un insegnante americano e che, su consiglio dello stesso Grossman, avesse avuto un primo approccio col pianista e didatta Barry Harris frequentando il laboratorio strumentale tenuto durante il Bologna Jazz Festival del 1990, Ciacca si rende conto che continuare a fare pratica con musicisti italiani non era quello che andava cercando e non lo avrebbe aiutato a migliorare. Occorreva trasferirsi dove poter trovare musicisti di livello superiore al suo, ascoltarli swingare e suonare con loro. Decide quindi di seguire il consiglio di Grossman e trovare il modo di trascorrere un po' di tempo negli Stati Uniti.
L'occasione gli arriva da un suo amico pianista e insegnante alla Berklee, conosciuto a Bologna, che nel 1993 lo invita a Detroit — guarda caso la città natale di Barry Harris — per un soggiorno di tre mesi durante il quale Ciacca approfondisce i suoi studi pianistici alla Wayne State University con Kenny Barron. Le serate passate nei jazz club e le partecipazioni alle jam session gli confermano le ragioni della sua passione per il jazz; in particolare, l'incontro col sassofonista Larry Smith risulta decisivo per la sua carriera musicale. La frequentazione di alcune chiese di varia liturgia lo avvicinano anche alla musica gospel, di cui subisce il fascino. Tra le collaborazioni intraprese in questo campo, quella coi Detroit Gospel Singers si consoliderà nel tempo.

### Le esperienze e le collaborazioni in Italia e all'estero
Impossibilitato a prolungare la permanenza negli Stati Uniti dalla normativa in materia di immigrazione di quel paese, al rientro in Italia Ciacca si dedica a organizzare tournée europee con jazzisti fatti venire dall'America, così da mantenere un rapporto con essi e, successivamente, acquisita maggior padronanza tecnica, alla formazione di gruppi che lo includono come pianista. Da ciascuna di queste esperienze sul campo attinge sempre nuovi insegnamenti. Nel frattempo, durante periodici soggiorni negli Stati Uniti, approfondisce privatamente lo studio del linguaggio pianistico jazz con Barry Harris e Jaki Byard; cura altresì gli aspetti culturali della sua formazione frequentando a Siena il Corso di Musicologia afroamericana di Marcello Piras.
Le collaborazioni più significative di questo periodo sono quelle con Steve Lacy, dal 1997 al 2003 e, dal 1998 a oggi, con Benny Golson, suo mentore.

### Il trasferimento negli Stati Uniti
L'occasione per trasferirsi stabilmente negli Stati Uniti con tutta la famiglia si presenta nell'aprile del 2007, quando gli viene offerta la posizione di direttore della programmazione del Lincoln Center per la quale, nel dicembre dell'anno precedente, aveva sostenuto un colloquio per la selezione tra i candidati.
Da quell'anno risiede a New York, ove si esibisce regolarmente in varie formazioni.
Nel 2016 è stato insignito della cittadinanza statunitense come "straniero di straordinarie abilità".

## Attività didattica
Dopo una iniziale partecipazione in qualità di assistente di James Moody, Benny Golson e Steve Lacy in alcuni seminari tenuti in Italia, dal 2001 esercita con continuità l'attività di docente in differenti aspetti dell'ambito jazzistico.

### Storia Della Musica
Marymount Manhattan College, New York, NY;  Adjunct Professor di Storia del Jazz.

### Arrangiamento e composizione
- Tuscia in Jazz Masterclass[49][50]
- Conservatorio "G. NIcolini" di PIacenza, cattedra di Arrangiamento e Composizione Jazz.
- Estate Musicale Frentana[51]

### Aspetti economici e commerciali del settore musicale (Music Business)
- Juilliard School[52]
- Appennino Music Festival[53]
- Sant'Elpidio Jazz Festival
- Università della Musica di Roma
- University of Manitoba Jazz Camp[54]
- Rigas Ritmi Festival[55]
- Akadma Ashdod Conservatory[56]
- Rehovot Conservatory[57]
- Orsara Jazz Summer Camp[58]

### Laboratori per orchestra jazz (Big Band)
- Tuscia in Jazz Masterclass[59][60]
- Estate Musicale Frentana — Big Band Fenaroli[50][51][61][62][63]
- Marigliano In Jazz Festival[64]
- Cala Gonone Jazz Festival[65]
- Winter Break Jazz Workshop New York[66]
- Westchester Rocks Music Camp White Plains (NY)[67]
- Big Band Workshop Oleggio[68]
- Big Band Workshop Taranto
- Big Band Workshop Nuoro[65]
- Big Band Workshop Matera
- NYC Jazz Workshop Modena[69]

### Laboratori per voce, strumenti e musica d'assieme
- Appennino Music Festival[70]
- Lagos Jazz[71]
- Orsara Jazz Summer Camp[72][73]
- BasiliJazz — Basilicata Jazz Festival[74]
- Workshop di Canto e di Gospel Estate Musicale Frentana[75]
- NYC Jazz Workshop Taranto[76]
- NYC Jazz Workshop Miasino[77][78]
- NYC Jazz Workshop Segrate[79]
- Tetracordo International Music Festival[80]
- La Spezia Jazz Workshop[81]

### Pianoforte
- Orsara Jazz Summer Camp[82][83][84]
- Conservatorio "G. Nicolini", Piacenza; cattedra di PIanoforte Jazz
- Conservatorio "L. Marenzio", Brescia; cattedra di pianoforte Jazz
- Piano Jazz Workshop with Antonio Ciacca Pelham (NY)[85]
- Piano Jazz Workshop Oklahoma[86]
- Piano Jazz Workshop Vancouver[87]
- Piano Workshop Miasino[88]
- Piano Master Class "dalla Musica Classica al Jazz" -  Estate Musicale Frentana[89]

## Direzioni artistiche
- C-Jam Music[90]
- Appennino Music Festival Silla[91]
- Parma Jazz Festival[92]
- Zola Jazz & Wine[93]
- Italian Jazz Days[94]
- Festival internazionale del jazz della Spezia[95][96]

## Pubblicazioni
- (EN) Antonio Ciacca, The Music of Antonio Ciacca: 40 Songs Including Maria, Blues for Sonny, Bouncing With Benny, Rush Life: 1, New York, Createspace, 2009, ISBN 978-1-4486-1151-5.
- (EN) Antonio Ciacca, Orsara Suite, New York, TwinsMusic Enterprises, 2011.
- (EN) Antonio Ciacca, Chocolate Suite, New York, TwinsMusic Enterprises, 2011, ISBN 978-0-9828249-9-3.
- (EN) Antonio Ciacca, The Art of Jazz Interpretation: Phrasing and articulation of the jazz masters on the classic songs, New York, TwinsMusic Enterprises, 2013, ISBN 978-0-9828249-7-9.
- (EN) Antonio Ciacca, 12 Interpretations for Piano, New York, TwinsMusic Enterprises, 2014, ISBN 978-0-9828249-8-6.
- (EN) Antonio Ciacca, The Music of Antonio Ciacca - Rush Life, New York, TwinsMusic Enterprises, 2014, ISBN 978-0-9828249-4-8.
- (EN) Antonio Ciacca, String Quartet n. 1: P.P.P., New York, TwinsMusic Enterprises, 2016, ISBN 978-0-9828249-5-5.
- (EN) Antonio Ciacca, The Music of Antonio Ciacca: Real Book - C Lead Sheet, New York, Createspace, 2017, ISBN 978-1-5451-6234-7.
- (EN) Antonio Ciacca, Brigante per guasto d'amore. Opera lirica in due atti, collaborazione di Antonino Bono, libretto di Francesco Snoriguzzi, New York, TwinsMusic Enterprises, 2018.
- (EN) Antonio Ciacca, Pulses. Jazz ballet in 8 movements, New York, TwinsMusic Enterprises, 2019.

## Discografia

### Registrazioni a proprio nome
- 1996 – Driemoty (C-Jam Records)[97]
- 1998 – Hollis Avenue (YVP Music)[98]
- 2002 – Autumn in New York (album) (Splasc(H) Records)[99]
- 2004 – Live in Mosciano S.Angelo Oh, Jazz Be Good! (I Gloves Srl)(con Benny Golson)[100]
- 2006 – Ugly Beauty (Soul Note Records)[101]
- 2008 – Rush Life (Motéma Music)[102]
- 2009 – Lagos Blues (Motéma Music) (con Steve Grossman)[103]
- 2013 – Just In Time, Antonio Ciacca introducing Justin Echols (TwinsMusic Records)(con Justin Echols)[104]
- 2014 – With A Song In My Heart (TwinsMusic Records)[105]
- 2016 – Volare, The Italian American Song Book (Cellar Live Records)[106]

### Registrazioni in collaborazione
- 1995 – Live at Slovak Philharmonic (A.L.I. Records) (con Larry Smith)[107]
- 1998 – Estate (Album) (Label Blue Jazz) (con Larry Smith)[108]
- 1999 – New York Quartet (Label Blue Jazz) (con Eliot Zigmund)[109]
- 2000 – Gospel Jubilee (Aura Music) (con Detroit Gospel Singers)[39][110]
- 2001 – Brooklyn (Album) (Evidence Records) (con Craig Bailey)[111]
- 2009 – Three Colours (con Lucio Ferrara)[112]
- 2009 – Light Lunch (Silta Records) (con Dario Mazzucco)[113]
- 2010 – Love for Sale (Album) (Jazz Sonique) (con Stefania Tschantret)[114]
- 2011 – It's All Right With Me (Tuscia In Jazz) (con Lucio Ferrara e Lee Konitz)[115]
- 2014 – Sweet Lu's Blues (TwinsMusic Records) (con Sweet Lu Olutosin)[116]
- 2014 – Malcom's Song (con Sweet Lu Olutosin)
- 2016 – Camellia (Album) (Beat Sound) (con Debora Tamagnini)[117]
- 2016 – The Man I Love (Album) (Koiné Records) (con Mara De Mutiis)[118]
- 2016 – Save Your Love For Me (CubedJazz) (con Antonio Belladelli)
- 2017 – The Nearness Of You (Dodicilune) (con Francesco Alemanno)[119]
- 2017 – It Might Be Swing ... 'Round Midnight (CubedJazz) (con Antonio Belladelli)

## Tournée
- 1995-96 – Larry Smith Quartet (Europa)[120]
- 1997 – Steve Lacy (Europa)[121]
- 1998 – Benny Golson Quartet  (Stati Uniti)[122]
- 1998 – The Eiji Nakayama Quartet  (Giappone)[123]
- 1999 – Joe Henderson e Steve Lacy (Europa)[124]
- 1999 – Detroit Gospel Singers (Europa)[125]
- 2000 – Detroit Gospel Singers (Italia)[126]
- 2001 – Detroit Gospel Singers (Italia)[39]
- 2001 – Anna Oxa Eterno Movimento (Italia)[127]
- 2002 – David Murray (Polonia)
- 2002 – Steve Lacy (Europa)[128]
- 2002 – Detroit Gospel Singers (Italia)[129]
- 2003-04 – Benny Golson (Italia)[130]
- 2004 – Wessel Anderson (Europa)[131]
- 2005 – Wessel Anderson (Stati Uniti, Europa)[128][132][133]
- 2005 – Antonio Ciacca Trio & Guests (Europa)[134]
- 2011 – Antonio Ciacca, Doug Weiss e Francisco Mela (Italia)
- 2015 – Spring European Tour (Europa)[135]
- 2016-17 – American Christmas Gospel con Nate Brown & One Voice e l'Istituzione Concertistico Orchestrale Della Magna Grecia (Italia)[136][137]
- 2017 – Tip Tap con la Fitzgerald - Istituzione Concertistico Orchestrale Della Magna Grecia (Italia)[138]

## Festival
- Ancona Jazz[139][140][141][142]
- Appennino Music Festival[143][144]
- Atina Jazz Festival[145][146]
- Barletta Jazz Festival[147]
- BasiliJazz - Basilicata Jazz Festival[148][149]
- Beat Onto Jazz Festival[150]
- Cala Gonone Jazz Festival[151][152]
- Charlie Parker Jazz Festival[148]
- Camerino Concerti a Palazzo[153][154]
- Cork Jazz Festival[155][156]
- Detroit Jazz Festival[157][158]
- Estate Musicale Frentana[159]
- Fara Music Festival[160]
- Festival Dei Monti Dauni[161]
- Festival internazionale del jazz della Spezia[162][163]
- Guardiagrele Festival[164][165][166]
- Italian Jazz Days[167][168][169]
- Lagos Jazz[170]
- London Jazz Festival[171][172][173]
- Magra Jazz[174][175][176]
- Marigliano In Jazz Festival[177]
- Miasino Classic Jazz Festival[77][178][179][180]
- Oh, Jazz Be Good! Mosciano S.Angelo[181]
- Orsara Jazz[182][183][184]
- Parma Jazz Festival[185]
- Ravenna Jazz[186][187]
- Rigas Ritmi Festival[148][188]
- Sant'Elpidio Jazz Festival[189]
- Super Jazz Ashdod Festival[190]
- Talos di Ruvo Jazz Festival[191]
- Tetracordo International Music Festival[80]
- Tuscia In Jazz[192][193][194][195]
- UniversiJazz-Festival Internacional de Jazz de la Universidad de Valladolid[157][196]
- Vancouver International Jazz Festival[197][198]
- Vignola Jazz In It[199]
- Zola Jazz&Wine[186][200]

## Programmi televisivi e radiofonici
- Red Ronnie, Help: Steve Lacy, Antonio Ciacca duo, 1997, TMC2.
- Invenzioni a due voci: Improvvisazioni senza rete, 2001, Rai Radio 3.
- Torno sabato: Giorgio Panariello e Anna Oxa, 2001, Rai 1.[39]